# Gerald Patterson
Gerald Leighton Patterson, avstralski tenisač, * 17. december 1895, Preston, Avstralija, † 13. junij 1967, Melbourne.
Gerald Patterson se je v posamični konkurenci sedemkrat uvrstil v finala turnirjev za Grand Slam. Osvojil je Prvenstvo Anglije v letih 1919 in 1922 ter Prvenstvo Avstralije leta 1927, trikrat je še zaigral v finalih turnirjev za Prvenstvo Avstralije in enkrat Prvenstvo Anglije. Na turnirjih za Nacionalno prvenstvo ZDA se je najdlje uvrstil v polfinale v letin 1922 in 1924, na turnirjih za Amatersko prvenstvo Francije pa v četrti krog leta 1928. V konkurenci moških dvojic se je štirinajstkrat uvrstil v finala turnirjev za Grand Slam, petkrat je osvojil Prvenstvo Avstralije in enkrat Nacionalno prvenstvo ZDA, v konkurenci mešanih dvojic pa enkrat Prvenstvo Anglije. Leta 1919 je bil član zmagovite avstralske reprezentance na tekmovanju International Lawn Tennis Challenge. Leta 1989 je bil posmrtno sprejet v Mednarodni teniški hram slavnih.

## Finali Grand Slamov

### Posamično (7)

#### Zmage (3)
| Leto | Turnir                | Nasprotnik v finalu | Rezultat finala           |
| 1919 | Prvenstvo Anglije     | Norman Brookes      | 6–3, 7–5, 6–2             |
| 1922 | Prvenstvo Anglije (2) | Randolph Lycett     | 6–3, 6–4, 6–2             |
| 1927 | Prvenstvo Avstralije  | John Hawkes         | 3–6, 6–4, 3–6, 18–16, 6–3 |

#### Porazi (4)
| Leto | Turnir                   | Nasprotnik v finalu | Rezultat finala         |
| 1914 | Prvenstvo Avstralije     | Arthur O'Hara Wood  | 4–6, 3–6, 7–5, 1–6      |
| 1920 | Prvenstvo Anglije        | Bill Tilden         | 6–2, 2–6, 3–6, 4–6      |
| 1922 | Prvenstvo Avstralije (2) | James Anderson      | 0–6, 6–3, 6–3, 3–6, 2–6 |
| 1925 | Prvenstvo Avstralije (3) | James Anderson      | 9–11, 6–2, 2–6, 3–6     |

### Moške dvojice (14)

#### Zmage (6)
| Leto | Turnir                       | Partner            | Nasprotnika v finalu            | Rezultat finala         |
| 1914 | Prvenstvo Avstralije         | Ashley Campbell    | Rodney Heath Arthur O'Hara Wood | 7–5, 3–6, 6–3, 6–3      |
| 1919 | Nacionalno prvenstvo ZDA     | Norman Brookes     | Vincent Richards Bill Tilden    | 8–6, 6–3, 4–6, 4–6, 6–2 |
| 1922 | Prvenstvo Avstralije (2)     | John Hawkes        | James Anderson Norman Peach     | 8–10, 6–0, 6–0, 7–5     |
| 1924 | Nacionalno prvenstvo ZDA (2) | Arthur O'Hara Wood | Howard Kinsey Robert Kinsey     | 5–7, 7–5, 9–7, 3–6, 4–6 |
| 1925 | Prvenstvo Avstralije (3)     | Pat O'Hara Wood    | James Anderson Fred Kalms       | 6–4, 8–6, 7–5           |
| 1926 | Prvenstvo Avstralije (4)     | John Hawkes        | James Anderson Pat O'Hara Wood  | 6–1, 6–4, 6–2           |
| 1927 | Prvenstvo Avstralije (5)     | John Hawkes        | Pat O'Hara Wood Ian McInness    | 8–6, 6–2, 6–1           |

#### Porazi (8)
| Leto | Turnir                       | Nasprotnik v finalu | Rezultat finala                          |                          |
| 1922 | Prvenstvo Anglije            | Arthur O'Hara Wood  | James Anderson Randolph Lycett           | 6–3, 9–7, 4–6, 3–6, 9–11 |
| 1922 | Nacionalno prvenstvo ZDA     | Arthur O'Hara Wood  | Vincent Richards Bill Tilden             | 6–4, 1–6, 3–6, 4–6       |
| 1924 | Prvenstvo Avstralije         | Arthur O'Hara Wood  | James Anderson Norman Brookes            | 2–6, 4–6, 3–6            |
| 1924 | Nacionalno prvenstvo ZDA (2) | Arthur O'Hara Wood  | Howard Kinsey Robert Kinsey              | 5–7, 7–5, 9–7, 3–6, 4–6  |
| 1925 | Nacionalno prvenstvo ZDA (3) | John Hawkes         | Richard Norris Williams Vincent Richards | 2–6, 10–8, 4–6, 9–11     |
| 1928 | Prvenstvo Anglije (2)        | John Hawkes         | Jacques Brugnon Henri Cochet             | 11–13, 4–6, 4–6          |
| 1928 | Nacionalno prvenstvo ZDA (4) | John Hawkes         | John Hennessey George Lott               | 2–6, 1–6, 2–6            |
| 1932 | Prvenstvo Avstralije (2)     | Harry Hopman        | Jack Crawford Gar Moon                   | 10–12, 3–6, 6–4, 4–6     |

### Mešane dvojice (1)

#### Zmage (1)
| Leto | Turnir            | Partner         | Nasprotnika v finalu           | Rezultat finala |
| 1920 | Prvenstvo Anglije | Suzanne Lenglen | Elizabeth Ryan Randolph Lycett | 7–5, 6–3        |